# Кампу-Нову
Кампу-Нову (порт. Campo Novo)  —  муниципалитет в Бразилии, входит в штат Риу-Гранди-ду-Сул. Составная часть мезорегиона Северо-запад штата Риу-Гранди-ду-Сул. Входит в экономико-статистический  микрорегион Трес-Пасус. Население составляет 6354 человека на 2006 год. Занимает площадь 222,103 км². Плотность населения — 28,6 чел./км².

## История
Город основан 3 июня 1959 года. 

## Статистика
- Валовой внутренний продукт на 2003 составляет 60.585.880,00 реалов (данные: Бразильский институт географии и статистики).
- Валовой внутренний продукт на душу населения на 2003 составляет 9.288,04 реалов (данные: Бразильский институт географии и статистики).
- Индекс развития человеческого потенциала на 2000 составляет 0,736 (данные: Программа развития ООН).